# Ligne de limite du Nord

Localisation de la ligne de limite du Nord.

La Ligne de limite du Nord, souvent désigné par son nom anglais, Northern Limit Line (parfois abrégé en « NLL ») constitue de facto la partie maritime occidentale de la frontière intercoréenne séparant les deux États antagonistes que sont la Corée du Nord et la Corée du Sud. Elle est située en mer Jaune, au sud du Golfe de Corée.
La ligne a été tracée juste après l'armistice de la guerre de Corée en 1953 par les Nations unies qui ont envoyé les plans à la Corée du Nord. Celle-ci n'ayant pas répondu, l'ONU a considéré qu'elle avait accepté ce tracé. En 1973, la Corée du Nord a déclaré ne pas reconnaître sa légitimité et, en 1999, elle a rendu public le tracé qu'elle revendiquait.
Cette zone riche en crustacés, notamment en crabes, est actuellement un endroit très disputé entre les deux pays. Cette rivalité dégénérant souvent en de nombreux incidents armés depuis 1999 que l'on qualifie de « guerre du Crabe ». En 2010, il y eut ainsi au total près d'une dizaine d'affrontements autour de cette ligne de démarcation.

## Localisation

La frontière maritime disputée entre les Corées du Nord et du Sud en mer Jaune :
En bleu A : la Northern Limit Line créée par les Nations unies en 1953 et rejetée à partir de 1973 par la Corée du Nord
En rouge B : la ligne de démarcation déclarée par la Corée du Nord en 1999.
La localisation des îles spécifiques se reflète dans la configuration de chaque frontière maritime, incluant :
1. Yeonpyeong, 2. Baengnyeong, 3. Daecheong, 4. Aéroport international d'Incheon, 5. Séoul, 6. Incheon, 7. Haeju, 8. Kaesong, 9. île de Kanghwa, 10. île de Bukdo Myeon, 11. île de Deokjeokdo, 12. île de Jawol Myeon, 13. île de Yeongheung Myeon.

Cette ligne de démarcation maritime (frontière) débute à l'est à l'embouchure du fleuve Han et de la rivière Imjin, puis continue vers l'ouest en longeant les côtes sud-ouest de la Corée du Nord. Ainsi plusieurs îles contrôlées par les autorités de Séoul comme : Yeonpyeong, Baengnyeong ou Daecheong, peuvent se trouver parfois à moins de 40 km des côtes nord-coréennes (Yeonpyeong est même à 10 km des côtes de Corée du Nord).

## Origines

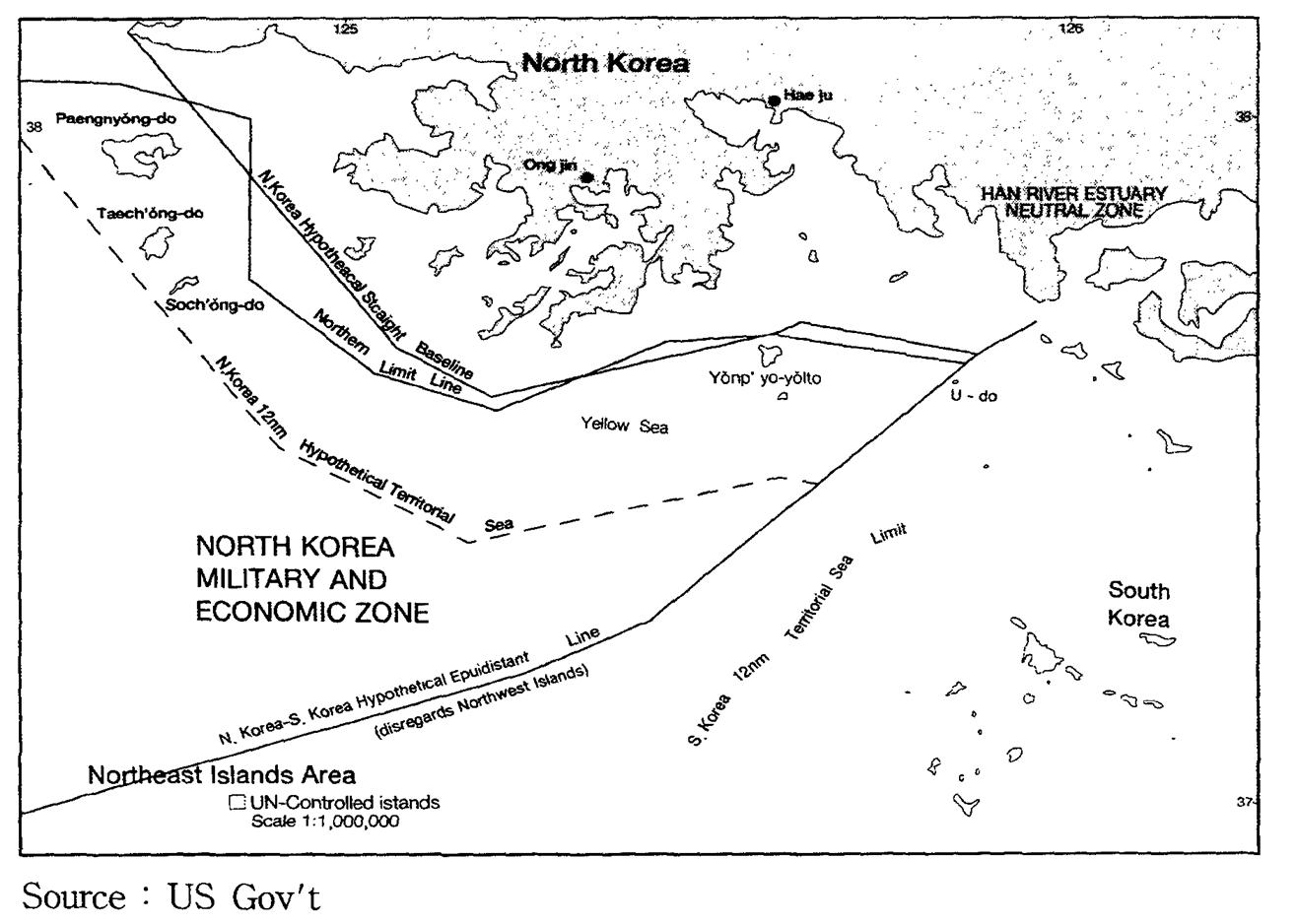
Une carte du gouvernement américain indiquant la limite des eaux territoriales nord-coréennes, si l'on ne tient pas compte des îles du nord-ouest du commandement de l'ONU, par rapport à la ligne de limite du Nord.

Carte nord-coréenne de la province du Hwanghae du Sud de 1959 montrant une ligne de démarcation partielle près des îles du Commandement des Nations unies, qui, selon la Corée du Sud, montre l'acceptation par la Corée du Nord de la ligne de limite du Nord dans son ensemble.

L'accord d'armistice de 1953, qui a été signé à la fois par la Corée du Nord et le Commandement des Nations unies en Corée, [6] a mis fin à la guerre de Corée et a précisé que les cinq îles, y compris l'île de Yeonpyeong et l'île de Baengnyeong resteraient sous le contrôle du Commandement des Nations unies et de la Corée du Sud. Cependant, ils ne se sont pas entendus sur une ligne de démarcation maritime, principalement parce que le Commandement des Nations unies voulait la baser sur 3 milles marins (5,6 km) d'eaux territoriales, tandis que la Corée du Nord voulait utiliser 12 milles marins (22 km). [3]
En août 1953, peu après l'entrée en vigueur de l'accord d'armistice, le gouvernement provisoire sud-coréen Syngman Rhee, qui s'opposait à l'accord d'armistice, tenta d'attaquer la Corée du Nord sur la côte ouest, ignorant l'accord. En conséquence, le Commandement des Nations unies a mis en place la "ligne de limite du Nord" de la mer de l'Ouest afin que les forces armées de la République de Corée n'attaquent pas les îles du Hwanghae du Sud, et ce fut le point de départ de la ligne de limite du Nord. [7] [8]
Après l'échec du Commandement des Nations unies et de la Corée du Nord à obtenir un accord, il est largement admis que la ligne a été fixée par le Commandement des Nations unies comme mesure de contrôle opérationnel pratique un mois après la signature de l'armistice, le 30 août 1953. [3] [9] Cependant, la documentation originale enregistrant cela n'a pas été trouvée. [10] La ligne a été tracée à l'origine pour empêcher les incursions sud-coréennes dans le nord qui menaçaient l'armistice. Cependant, son rôle a depuis été transformé pour empêcher les navires nord-coréens de se diriger vers le sud. [4]
Un rapport de recherche de 1974 de la Central Intelligence Agency (CIA) enquêtant sur les origines de la ligne de limite du Nord et son importance, déclassifié en 2000, a révélé que la ligne de limite du Nord avait été créée dans un ordre rendu le 14 janvier 1965 par le commandant des forces navales américaines, en Corée. Une ligne antérieure, sous un nom différent, avait été établie en 1961 par le même commandant. Aucune documentation sur la ligne antérieure à 1960 n'a pu être trouvée par la CIA, mettant en doute la croyance que la ligne de limite du Nord a été créée immédiatement après l'armistice. Le seul but de la ligne de limite du Nord dans cet ordre initial était d'interdire aux navires du Commandement des Nations unies de naviguer au nord sans autorisation spéciale. Le rapport note, cependant, que dans au moins deux endroits, la ligne de limite du Nord traverse des eaux présumées être sous souveraineté nord-coréenne incontestée. Aucune preuve n'a été trouvée que la Corée du Nord avait reconnu la ligne de limite du Nord. [10] [11]
Alors que la ligne de limite du Nord a été élaborée à une époque où une limite des eaux territoriales de 3 milles marins (5,6 km) était la norme, dans les années 1970, une limite de 12 milles marins (22 km) était devenue internationalement acceptée, et l'application de la ligne de limite du Nord a empêché la Corée du Nord, dans certaines régions, d'accéder à d'importantes eaux territoriales (vraisemblablement réelles ou futures). [4] En 1973, la Corée du Nord a commencé à contester la ligne de limite du Nord. [1] Plus tard, après la Convention des Nations unies sur le droit de la mer de 1982, la ligne de limite du Nord a également empêché la Corée du Nord d'établir une zone économique exclusive efficace pour contrôler la pêche dans la région. [4] [12]
On ne sait pas quand la Corée du Nord a été informée de l'existence de la ligne de limite du Nord. De nombreuses sources suggèrent que cela a été fait rapidement, mais en 1973, le Secrétaire d'État adjoint des États-Unis Kenneth Rush a déclaré, dans un « message conjoint État-Défense » maintenant déclassifié à l'ambassade des États-Unis à Séoul (en), que « nous n'avons connaissance d'aucune preuve que ligne de limite du Nord ait jamais été officiellement présentée à la Corée du Nord. »[13] [14] Cependant, la Corée du Sud fait valoir que, jusqu'aux années 1970, la Corée du Nord a tacitement reconnu la ligne comme une ligne de démarcation maritime. [15] La Corée du Nord a enregistré dans son Almanach central de 1959 une ligne de démarcation partielle près des îles contrôlées par l'UNC, à environ trois milles marins de distance, ce qui, selon la Corée du Sud, montre l'acceptation par la Corée du Nord de la ligne de limite du Nord dans son ensemble. [16]

## Statut

Carte des îles bordant la ligne de limite du Nord dans la mer Jaune.

La frontière n'est pas officiellement reconnue par la Corée du Nord. [17] Les marines nord-coréenne et sud-coréenne patrouillent régulièrement dans la zone autour de la ligne de limite du Nord. La Corée du Nord ne reconnaissant pas la ligne, ses bateaux de pêche travaillent à proximité ou au-delà de la ligne, escortés par des bateaux de la marine nord-coréenne. [18]
Le 27 avril 2018, la Corée du Nord et la Corée du Sud ont adopté la Déclaration de Panmunjom pour la paix, la prospérité et l'unification de la péninsule coréenne (en), qui a convenu que les zones autour de la ligne de limite du Nord seraient converties en zone de paix maritime afin d'éviter des affrontements militaires accidentels et garantir la sécurité des activités de pêche. [19]

### Position du Commandement des Nations unies
Le Commandement des Nations unies en Corée a souligné sa position sur la question de la frontière le 23 août 1999, déclarant que la question de la ligne de limite du Nord n'était pas négociable parce que la ligne de démarcation avait été reconnue comme la frontière maritime de facto pendant un temps considérable par les deux Corées :
« La ligne de limite du Nord a été un moyen efficace de prévenir les tensions militaires entre les forces militaires nord-coréennes et sud-coréennes pendant 46 ans. Il sert de ligne de démarcation pratique, qui a contribué à la séparation des forces. » [3]
Le Commandement des Nations unies a insisté sur le fait que la ligne de limite du Nord doit être maintenue jusqu'à ce qu'une nouvelle ligne de Démarcation militaire maritime puisse être établie par l'intermédiaire de la Commission militaire mixte sur l'accord d'armistice. [20]
Cependant, un câble diplomatique américain de 1973, maintenant déclassifié, a noté que le Commandement des Nations unies avait protesté contre les intrusions nord-coréennes à moins de 3 milles marins (5,6 km) des îles contrôlées par le Commandement des Nations unies en tant que violations de l'accord d'armistice, mais n'a pas protesté contre les intrusions au-delà de la ligne de limite du Nord car la ligne de limite du Nord n'était pas mentionnée dans l'armistice. La Corée du Sud souhaitait décrire toutes les intrusions au-delà de la ligne de limite du Nord comme des "provocations militaires", mais les États-Unis y voyaient un problème majeur pour la position américaine sur l'accord d'armistice. [21] [22] En 1975, la position du Commandement des Nations unies était que la pêche ou les patrouilles nord-coréennes au sud de la ligne de limite du Nord, à l'extérieur de 3 milles marins (5,6 km) des îles contrôlées par le Commandement des Nations unies, ne justifiaient aucune action coercitive des navires contrôlés par le Commandement des Nations unies ; le Commandement des Nations unies ne participerait pas à l'établissement d'une zone de pêche sud-coréenne exclusive. [23]

### Position de la Corée du Nord
Lorsque l'armistice de 1953 a été conclu entre l'ONU et la Corée du Nord, un accord sur une extension maritime de la zone démilitarisée n'a pas été conclu. En 1955, la RPDC a proclamé des eaux territoriales s'étendant sur 12 milles marins (22 km) à partir du littoral. [27] À part cela, la Corée du Nord n'a pas explicitement contesté ou violé activement la  ligne de limite du Nord jusqu'en 1973. Premièrement, les négociateurs nord-coréens à la 346e réunion de la Commission militaire d'armistice ont contesté le statut de la ligne. [1] La Corée du Nord a suivi cela en envoyant de grands groupes de patrouilleurs au-delà de la ligne de limite du Nord à environ 43 reprises en octobre et novembre. [28] [29] La Corée du Nord déclara qu'elle n'avait pas été informée de l'existence de la ligne, [15] [30] ce qui est maintenant confirmé par des câbles diplomatiques américains déclassifiés, [13] [14] de sorte qu'elle ne pouvait pas la contester plus tôt.
L'agence centrale de presse nord-coréenne a décrit la ligne comme la "ligne finale pour arrêter les transfuges vers le nord" tracée pour répondre aux "intérêts auto-justifiés de Washington". [30]
Le 1er août 1977, la Corée du Nord a établi une zone économique exclusive (en) d'une longueur maximale de 200 milles marins (370 km). [31] Elle a également tenté d'établir une zone de frontière militaire de 50 milles marins (93 km) autour des îles revendiquées par la Corée du Sud le long de la ligne de limite du Nord ; cependant, cette allégation a été rejetée. [32] [33]
Avec l'effondrement de l'Union soviétique en 1991, la Corée du Nord a voulu établir une zone économique spéciale et un port international à Haeju, leur port en eau profonde du sud, pour développer des opportunités commerciales alternatives. Cependant, avec l'application de la ligne de limite du Nord, l'accès à Haeju nécessitait une navigation le long de la côte nord-coréenne sur 65 milles marins (120 km), souvent à moins de 3 milles marins (5,6 km) de la côte. Cela empêche le développement de Haeju en tant que grand port international. [34]
Depuis septembre 1999, la Corée du Nord revendique une "ligne de démarcation militaire de la mer de l'Ouest" plus au sud (également appelée "MDL inter-coréen"). Cette ligne de démarcation maritime est une ligne d'extension de la frontière terrestre à égale distance des terres continentales nord et sud, avec des canaux vers les îles du nord-ouest sous le contrôle du Commandement des Nations unies, prétendument fondée sur des décisions de délimitation du droit international. [2] [3] [35]
Selon un article de 2002 de l'Agence centrale de presse coréenne, la ligne de limite du Nord viole l'accord d'armistice coréen et les eaux territoriales de 12 milles stipulées par la Convention maritime des Nations unies. L'article affirme que la ligne de limite du Nord est une cause profonde des affrontements armés, et en insistant sur cette ligne, les États-Unis et la Corée du Sud cherchent à l'utiliser pour déclencher des conflits militaires. [36] Un article antérieur rapportait qu'à des réunions de la commission d'armistice militaire en décembre 1973 et juillet 1989, la Corée du Nord avait noté que de futurs affrontements étaient inévitables à moins qu'une ligne de démarcation militaire claire ne soit tracée en mer de l'Ouest, et exhortait les États-Unis à négocier de telles mesures. [37]
Le 21 décembre 2009, la Corée du Nord a établi une "zone de tir en temps de paix" au sud de la ligne de limite du Nord dans les eaux contestées avec la Corée du Sud. [38] [39]
Pendant de nombreuses années, la Corée du Nord a vendu des droits de pêche dans la zone de la ligne de limite du Nord à des sociétés de pêche chinoises, que la Corée du Sud considère comme de la pêche illégale. [40]

### Position de la Corée du Sud
La position sud-coréenne des années 1970 est la suivante : [28]
- La ligne de limite du Nord est une mesure indispensable pour administrer l'Accord d'armistice ;
- La ligne de limite du Nord est approximativement à mi-chemin entre les îles et le continent nord-coréen ;
- La Corée du Nord a accepté la ligne de limite du Nord jusqu'en 1973, reconnaissant donc implicitement la ligne de limite du Nord.

En 2002, le Ministère de la défense nationale a publié un document réaffirmant la légitimité de la ligne de limite du Nord  et faisant valoir que les allégations de la Corée du Nord concernant la ligne de limite du Nord étaient sans fondement. [15] Le document a conclu que :
- La ligne de limite du Nord a été la ligne de démarcation pratique de la mer au cours des 49 dernières années et a été confirmée et validée par l'Accord de base Sud-Nord de 1992 ;
- Jusqu'à ce qu'une nouvelle ligne de démarcation de non-agression maritime soit établie, la ligne de limite du Nord  sera résolument maintenue comme la ligne de démarcation militaire au sol, et des réponses décisives seront apportées à toutes les intrusions nord-coréennes ;
- Toute nouvelle démarcation de non-agression maritime doit être établie dans le cadre de discussions Sud-Nord, et la ligne de limite du Nord ne fait pas l'objet de négociations entre les États-Unis ou le Commandement des Nations unies et le Nord ;
- Les allégations de la Corée du Nord violent l'Accord d'armistice et ne sont pas compatibles avec l'esprit et les dispositions du droit international.

Le 4 octobre 2007, le président sud-coréen Roh Moo-hyun et le dirigeant nord-coréen Kim Jong-il ont abordé la question des différends liés à la ligne de limite du Nord dans une déclaration commune : [2]

« Le Sud et le Nord ont convenu de créer une 'zone spéciale de paix et de coopération dans la mer de l'Ouest' englobant Haeju et ses environs dans le but de faire progresser de manière proactive la création d'une zone de pêche et d'une zone de paix maritime communes, l'établissement d'une zone économique, utilisation du port de Haeju, passage de navires civils via des routes directes à Haeju et utilisation conjointe de l'estuaire de la rivière Han. »

Cependant, le président sud-coréen suivant, Lee Myung-bak, a rejeté cette approche, décrivant la ligne de limite du Nord comme "une frontière critique qui contribue au maintien de la paix sur notre terre". [2]
Des universitaires sud-coréens de l'Institut maritime de Corée ont soutenu en 2001 que la situation juridique entre les deux Corées est un régime spécial régi par l'accord d'armistice et non le droit international habituel tel que le droit de la mer. Par conséquent, la ligne de limite du Nord est soumise à un accord politique entre les deux Corées, plutôt qu'à des recours de droit international. [28]

### Position des États-Unis
La position du gouvernement des États-Unis, distinct du Commandement des Nations unies, n'est pas clairement exprimée. Interrogés sur la ligne de limite du Nord, les représentants du gouvernement des États-Unis renvoient généralement les questionneurs vers le Commandement des Nations unies en Corée du Sud. [13]
En février 1975, le secrétaire d'État des États-Unis Henry Kissinger écrivait dans un câble confidentiel, maintenant déclassifié, que la « ligne de limite du Nord n'a pas de statut juridique international ... Dans la mesure où elle prétend diviser unilatéralement les eaux internationales, elle est clairement contraire au droit international et position de l'USG sur le droit de la mer »[13] [41] Plus tôt en 1973, un "message conjoint État-Défense" adressé à l'ambassade des États-Unis à Séoul déclarait que la Corée du Sud « a tort de supposer que nous nous associerons aux tentatives d'imposer la ligne de limite du Nord », [13] et l'ambassadeur des États-Unis a indiqué au gouvernement sud-coréen que la revendication de la mer territoriale nord-coréenne de 12 milles (19 km) créait une zone de statut incertain par rapport à la ligne de limite du Nord. [42]
En novembre 2010, à la suite du bombardement nord-coréen de Yeonpyeong, le président Barack Obama a déclaré que les États-Unis se tenaient « côte à côte » avec la Corée du Sud et condamnaient l'attaque, mais ne se sont pas spécifiquement adressés à la ligne de limite du Nord. [13]

### Zone tampon établie
Le 1er novembre 2018, une zone tampon a été créée dans la ligne de limite du Nord. [43]

## Affrontements frontaliers
Des affrontements entre des bateaux de pêche et des navires de guerre nord-coréens et sud-coréens se sont fréquemment produits le long de la ligne de limite du Nord. Comme les eaux le long de la ligne de limite du Nord sont riches en crabe bleu, les affrontements maritimes ont parfois été surnommés les « guerres du crabe ». [44] Les incidents incluent :
- Première bataille de Yeonpyeong (1999) - Quatre patrouilleurs nord-coréens et un groupe de bateaux de pêche ont traversé la frontière et ont lancé une fusillade qui a fait couler un navire nord-coréen, cinq patrouilleurs endommagés, 30 marins tués et 70 blessés.
- Seconde bataille de Yeonpyeong (2002) - Deux patrouilleurs nord-coréens ont traversé la ligne de limite du Nord près de l'île de Yeonpyeong et ont commencé à tirer ; après avoir été dépassés en nombre et avoir subi des dommages, les navires ont reculé.
- Le 1er novembre 2004, trois navires nord-coréens ont traversé la ligne de limite du Nord. Ils ont été interpellés par des patrouilleurs sud-coréens, mais n'ont pas répondu. Les navires de la République de Corée ont ouvert le feu et les bateaux de la RPDC se sont retirés sans riposter. Aucune victime n'a été signalée. [Citation nécessaire]
- Bataille de Daecheong (2009) - Un canonnier nord-coréen a traversé la ligne de limite du Nord et est entré dans les eaux près de l'île de Daecheong, des navires sud-coréens ont ouvert le feu, causant de graves dommages à un patrouilleur nord-coréen et un mort. [45]
- Le 27 janvier 2010, la Corée du Nord a tiré des coups d'artillerie dans l'eau près de la ligne de limite du Nord et les navires sud-coréens ont riposté. [46] L'incident a eu lieu près de l'île de Baengnyeong contrôlée par la Corée du Sud. [47] Trois jours plus tard, la Corée du Nord a continué à tirer des coups d'artillerie vers la région. [48]
- Incident de Baengnyeong (2010) - Le ROKS Cheonan (PCC-772), une corvette sud-coréenne, a été coulé par une explosion, tuant 46 marins. L'enquête internationale menée par la Corée du Sud qui en a résulté a blâmé la Corée du Nord, qui a nié toute implication.
- Bombardement de Yeonpyeong (2010) - Les forces nord-coréennes ont tiré environ 170 obus d'artillerie sur Yeonpyeong, tuant quatre Sud-Coréens, en blessant 19 et causant des dégâts considérables au village de pêcheurs civils de l'île.
- Le 5 janvier 2024 les forces nord-coréennes ont tiré environ 200 obus au large des iles de Baengnyeong et de Yeonpyeong sans faire de victimes. En réaction, la Corée du Sud a évacué la population civile de cette dernière ile et y a procédé à un exercice à balles réelles[5].